# Hans-Jürgen Kaiser
Hans-Jürgen Kaiser (* 10. März 1959 in Leimen (Pfalz)) ist ein deutscher Organist.

## Leben
Nach dem Studium der Schulmusik an der Musikhochschule Heidelberg-Mannheim und der katholischen Kirchenmusik an der Universität Mainz folgten Studien an der Musikhochschule des Saarlandes, die er mit der Konzertreifeprüfung im Fach Orgel beendete.
Von 1989 bis 2024 wirkte Kaiser als Domorganist am Hohen Dom zu Fulda. Er war außerdem Orgelbeauftragter im Bistum Fulda, künstlerischer Leiter der Orgelkonzerte und Matineen im Dom zu Fulda und diverser Konzertreihen in der Diözese (BACH 2000, Orgeln, Denkmäler ihrer Zeit, Orgelreise 2004).
Seit 1990 verbindet ihn ein Lehrauftrag für Improvisation/Liturgisches Orgelspiel und Orgelliteraturspiel mit der Johannes Gutenberg-Universität Mainz, wo er seit 1995 als Universitätsprofessor das Fach Orgelimprovisation lehrt.
Nach anfänglicher intensiver Beschäftigung mit französischer und deutscher romantischer Orgelmusik, dem Orgelwerk Bachs und Messiaens hat sich Kaisers Repertoirespektrum später stark in Richtung alter Musik erweitert. Grundlage hierfür ist auch sein besonderes Interesse für den historischen Orgelbau. Daneben ist Improvisation ein wesentlicher Teil der Konzertprogramme.
Hans-Jürgen Kaiser hat zahlreiche CD-Aufnahmen (Liszt, Reger, Bach, Eben u. a.) an bedeutenden Orgeln und veröffentlicht und geht einer regen Konzerttätigkeit im In- und Ausland nach, verbunden mit Kursen für Orgelimprovisation.

## Auszeichnungen
- 1984: Finalist beim internationalen Orgelwettbewerb Grand Prix de Chartres
- 1985: Finalist und Stipendiat beim internationalen Orgelwettbewerb Dom zu Speyer
- 1987: Erster Preisträger beim internationalen Orgelwettbewerb Dom zu Speyer
- 1987: Preis der Johannes Gutenberg-Universität Mainz